# Fucking USA
Fucking USA 또는 Fuck'n USA(뻐킹 유에스에이)는 2002년 대한민국의 민중가요 가수인 윤민석이 작곡하고 부른 노래로, 민중가요 사이트 송앤라이프를 통해 공개되었다. 미국을 비판하고 미국의 힘 없이 평화통일을 이루어내는 한국을 부르는 반미주의 민중가요이다.
이 노래는 2002년 동계 올림픽 쇼트트랙 경기에서 제임스 휴이시 심판의 편파판정으로 인해 미국의 아폴로 안톤 오노 선수가 대한민국의 김동성 선수의 금메달을 빼앗아간 사건을 계기로 지어졌다. 이 사건 외에도 노근리 학살이나 조지 W. 부시 대통령을 비방하는 내용도 있다. 이후 미군 장갑차에 의한 중학생 압사 사건에 대한 언급이 추가된 Fucking USA 2와 우리나라가 발표한 '탱크라도 구속해'가 발표된다.
2008년 윤민석이 발표한 노래 〈촛불을 들어라!〉는 이 노래를 새로 편곡, 개사한 노래이며 발표 당시 대한민국에서 사회적 이슈로 부각된 대한민국 미국산 쇠고기 수입 협상 논란을 주제로 하고 있다.

## 같이 보기
- 미군 장갑차에 의한 중학생 압사 사건
- 민중가요
- 반미주의